# 藤井電工
藤井電工株式会社（ふじいでんこう）は兵庫県加東市に本社を置く、安全帯など墜落防止機器を製造する企業である。
日本の安全帯市場では同社が6割と圧倒的なシェアを占めており、保護具メーカー数社に対してOEM供給も行っている。

## 会社概要
- 本社　兵庫県加東市上滝野1573-2
- 社長　藤井 信孝
- 資本金　25,000万円
- 決算期　8月
- 従業員数　380名
- 営業所　東京（支社）・仙台・名古屋・大阪・福岡
- 営業の目的

電気器具・工具の製造販売
安全器具・工具および墜落防止装置の製造販売
その他付帯業務
- 関連会社

藤電商事株式会社 （資本金5,000万円）
藤商管理株式会社 （資本金1,000万円）

## 沿革
- 1951年（昭和26年）5月10日　藤井 勉が藤井商会を創立し、電工用墜落防止器具の製造・販売を開始する。
- 1952年（昭和27年）5月10日　藤井産業株式会社として設立し、販路を電工用途以外にも拡大する。
- 1960年（昭和35年）5月10日　社名を現在の「藤井電工株式会社」に変更する。

## 参考
- 安全帯のシェアについて

藤井電工　60%
サンコー　30%
その他（谷沢製作所・ポリマーギヤ など）　10%